# Ràbia Positiva
Ràbia Positiva est un groupe espagnol de punk hardcore, originaire de Sants, Barcelone, Catalogne.

## Histoire
Le groupe se forme à la mi-1993 dans le quartier de Sants, à Barcelone,.
Tout au long de sa carrière musicale, Ràbia Positiva se distingue par l'énergie de ses concerts, son activisme et son engagement auprès des mouvements sociaux, utilisant la musique comme « message et outil de transformation sociale ».

## Discographie

### Albums studio
- 1995 : La voz de la discordia (démo, Tralla Records)
- 1998 : Tiempo al tiempo (Tralla Records)
- 2000 : A volar! (Tralla Records)[5]
- 2002 : Paraules (Propaganda Pel Fet!)
- 2005 : Un altre camí (Propaganda Pel Fet!)
- 2009 : Una cançoneta i mo n'anem (EP, Carnús Records)

### Collaborations
- 1994 : ... la Tràskula zine K7
- 1997 : Continuem avançant (El Oso Yonki et al., CSOA Hamsa)
- 2005 : ¡Ahora y siempre! (amb DeCore)
- 2007 : La lluita continua (Habeas Corpus et al., A Les Trinxeres)

### Compilations
- 2008 : Sentiment, compromís i acció! (Kasba Music)